# Доротея Саксонская (1563—1587)
Доротея Саксонская (нем. Dorothea von Sachsen; 4 октября 1563, Дрезден — 13 февраля 1587, Вольфенбюттель) — саксонская принцесса из дома Веттинов, в замужестве герцогиня Брауншвейга и Люнебурга, а также герцогиня Брауншвейг-Вольфенбюттельская.

## Биография
Доротея — дочь курфюрста Августа Саксонского и его супруги Анны Датской и Норвежской, дочери короля Дании Кристиана III. 26 сентября 1585 года в Вольфенбюттеле Доротея вышла замуж за Генриха Юлия, впоследствии герцога Брауншвейг-Вольфенбюттеля. Брак укрепил союз протестантских правителей под предводительством пфальцграфа Иоганна Казимира Зиммернского, женившегося на сестре Доротеи Елизавете Саксонской в 1570 году. Доротея умерла в 23 года при родах своего единственного ребёнка. Похоронена в церкви Святой Марии в Вольфенбюттеле. Генрих Юлий женился во второй раз на Елизавете Датской.

## Потомки
В браке с Генрихом Юлием у Доротеи родилась дочь:
- Доротея Гедвига (1587−1609), замужем за Рудольфом Ангальт-Цербстским (1576−1621)